# Pašaltinis
Pašaltinis je potok na západě Litvy (Klaipėdský kraj), v Žemaitsku, v okrese Klaipėda. Pramení 4 km na západ od městysu Kretingalė, při cestě Gibišėliai - dálnice A13. Klikatí se zpočátku směry západním a severním, podtéká pod dálnicí A13 a zde se stáčí na jihozápad, po soutoku s bezejmenným potokem zprava 1 km na severozápad od vsi Grabiai se stáčí na jih, jihozápad, opět na jih a 1 km na jihozápad od vsi Grabiai se vlévá do řeky Rikinė jako její pravý přítok 2,9 km od jejího ústí do Baltského moře.

## Přítoky
Pravé:
- málo významný přítok o délce něco přes 1 km.